# Adrian Melott
Adrian Lewis Melott (né le 7 janvier 1947) est un physicien américain. Il est l'un des pionniers de l'utilisation de l'informatique à grande échelle pour étudier la formation de structures à grande échelle dans un univers dominé par la matière noire. Plus tard, il porte son attention vers un domaine qu'il appelle "l'astrobiophysique", examinant diverses façons dont les événements externes dans notre galaxie peuvent avoir influencé le cours de la vie sur Terre, notamment l'analyse des sursauts gamma.

## Biographie
Né à Moundsville, en Virginie-Occidentale, ses premiers intérêts scientifiques portent sur la chimie physique, mais il change ensuite pour étudier la physique au Bethany College en Virginie-Occidentale.
Il est actif dans les mouvements anti-guerre et éducatifs des années 60. Il fréquente la Starr King School for the Ministry à Berkeley, en Californie, et est ministre unitarien à Tampa, en Floride, pendant 7 ans. Pendant ce temps, il poursuit son travail dans la physique. En 1977, il entre dans le programme de physique de l'Université du Texas à Austin où il rencontre et décide rapidement de travailler avec le célèbre cosmologiste Dennis Sciama. Il fait partie de l'un des trois groupes qui initient la simulation numérique de la formation de la structure dans un Univers dominé par la matière noire.
Il obtient son doctorat en 1981, et réalise un travail postdoctoral avec Arthur M. Wolfe à Pittsburgh, avec le groupe de Yakov Borisovich Zel'dovich à Moscou, et en tant que boursier postdoctoral Enrico Fermi à l'Université de Chicago. En 1986, il rejoint la faculté de l'Université du Kansas, où il est depuis lors.
En 1998-2001, il est actif dans la « controverse » entourant l'évolution du programme scolaire public au Kansas. En 2002, il reçoit le Joseph Burton Forum Award pour son rôle central dans l'organisation du soutien public au retour de la biologie évolutive moderne dans le programme des écoles publiques du Kansas.

## Recherches
Son travail sur la matière noire se concentre sur la formation de ce qu'on appelle la "toile cosmique" des crêpes de Zeldovich. En 1983, avant que l'existence d'une telle structure ne soit généralement acceptée, lui et ses collaborateurs prédisent son existence dans un univers dominé par la Matière noire froide. Plus tard dans les années 80, il travaille avec J. Richard Gott sur la topologie de la structure à grande échelle, puis avec Sergei Shandarin sur la fusion des modèles de regroupement hiérarchique avec l'image de la crêpe de Zeldovich comme description de la structure à grande échelle.
À partir de 2003, il effectue une transition abrupte vers un nouveau domaine en examinant les effets que le rayonnement d'un sursaut gamma aurait sur la Terre et tente d'établir un lien avec les événements d'extinction de masse passés. Ce travail s'étend à l'examen des impacts de comètes, des éruptions solaires et d'autres phénomènes. Il est membre du Comet Research Group en raison de ses recherches sur l'hypothèse de l'impact du Younger Dryas. Il montre qu'un impact ayant eu lieu il y a 63 millions d'années a largement touché la biodiversité fossile.
Melott est membre de la Société de paléontologie. Il est élu membre de la Société américaine de physique "Pour des études révolutionnaires sur l'origine et l'évolution de la structure cosmique" en 1996, et reçoit le prix Joseph A. Burton Forum pour son travail éducatif en 2002. En 2007, il est élu membre de l'Association américaine pour l'avancement des sciences "Pour ses contributions distinguées à la structure cosmologique à grande échelle, pour l'organisation du soutien public à l'enseignement de l'évolution et pour la recherche interdisciplinaire sur les impacts astrophysiques sur la biosphère".